# 나카지마 모토히코
나카지마 모토히코(일본어: 中島 元彦, 1999년 4월 18일 ~ )는 일본의 축구 선수이다.

## 구단 경력
그는 2016년부터 J리그의 세레소 오사카, 알비렉스 니가타, 베갈타 센다이에서 뛰었다.